# 1001 videojuegos a los que hay que jugar antes de morir
1001 videojuegos a los que hay que jugar antes de morir es un libro de referencia de videojuegos publicado por primera vez en octubre del año 2010. Consiste en una lista de videojuegos lanzados entre los años 1970 y 2010, ordenados cronológicamente por fecha de lanzamiento. Cada entrega en la lista va acompañada de un breve ensayo escrito por un crítico de videojuegos, con algunas entradas acompañadas de capturas de pantalla. Fue editado por Tony Mott, veterano editor de la revista Edge. El prefacio del libro fue escrito por el diseñador de videojuegos Peter Molyneux.
Está escrito de manera similar al libro 1001 discos que hay que escuchar antes de morir, también publicado por Universe Publishing.

## Videojuegos (edición de 2013)
| Videojuegos (Edición del año 2013)                       | Videojuegos (Edición del año 2013)       | Videojuegos (Edición del año 2013) | Videojuegos (Edición del año 2013) |
| Nombre                                                   | Desarrolladora                           | Plataforma                         | Año de Lanzamiento                 |
| -------------------------------------------------------- | ---------------------------------------- | ---------------------------------- | ---------------------------------- |
| 1080° Snowboarding                                       | Nintendo                                 | Nintendo 64                        | 1998                               |
| 1943: The Battle of Midway                               | Capcom                                   | Arcade                             | 1987                               |
| 42 All-Time Classics                                     | Nintendo                                 | DS                                 | 2005                               |
| 720°                                                     | Atari                                    | Arcade                             | 1986                               |
| A Boy and His Blob                                       | Majesco Entertainment                    | NES                                | 1989                               |
| A Mind Forever Voyaging                                  | Infocom                                  | Varias                             | 1985                               |
| Ace Combat 6: Fires of Liberation                        | Namco                                    | Xbox 360                           | 2007                               |
| ActRaiser                                                | SquareSoft                               | SNES                               | 1990                               |
| Advance Wars                                             | Nintendo                                 | Game Boy Advance                   | 2001                               |
| Advance Wars: Dual Strike                                | Nintendo                                 | DS                                 | 2005                               |
| Adventure                                                | Atari                                    | VCS                                | 1979                               |
| Afrika                                                   | Sony Computer Entertainment              | PS3                                | 2008                               |
| Age of Empires                                           | Microsoft                                | PC/Mac                             | 1997                               |
| Age of Empires II: The Age of Kings                      | Microsoft                                | PC/Mac                             | 1999                               |
| Age of Empires: Mythologies                              | Microsoft                                | DS                                 | 2008                               |
| Age of Mythology                                         | Microsoft                                | PC/Mac                             | 2002                               |
| Alex Kidd in Miracle World                               | Sega                                     | Master System                      | 1986                               |
| Alien Soldier                                            | Sega                                     | Mega Drive                         | 1995                               |
| Aliens versus Predator                                   | Fox Interactive                          | PC/Mac                             | 1999                               |
| Alone In The Dark                                        | Infogrames                               | Varias                             | 1992                               |
| Alter Ego                                                | Activision                               | Varias                             | 1986                               |
| Amplitude                                                | Sony Computer Entertainment              | PlayStation 2                      | 2003                               |
| Animal Crossing                                          | Nintendo                                 | GameCube                           | 2001                               |
| Animal Crossing: Wild World                              | Nintendo                                 | DS                                 | 2005                               |
| Anno 1701: Dawn of Discovery                             | Disney Interactive                       | DS                                 | 2007                               |
| Another World                                            | US Gold                                  | Varias                             | 1991                               |
| APB                                                      | Atari                                    | Arcade                             | 1987                               |
| Ape Escape                                               | Sony Computer Entertainment              | PlayStation                        | 1999                               |
| Archer Maclean's Pool Paradise                           | Ignition                                 | Varias                             | 2004                               |
| Archon: The Light and the Dark                           | Electronic Arts                          | Varias                             | 1983                               |
| Arkanoid                                                 | Taito                                    | Arcade                             | 1986                               |
| ArmA: Armed Assault                                      | Atari                                    | PC                                 | 2006                               |
| Armadillo Run                                            | Peter Stock                              | PC                                 | 2006                               |
| Art Style: Intersect                                     | Nintendo                                 | DS                                 | 2009                               |
| Art Style: Orbient                                       | Nintendo                                 | Wii                                | 2006                               |
| Assassin's Creed II                                      | Ubisoft                                  | Varias                             | 2009                               |
| Asteroids                                                | Atari                                    | Arcade                             | 1979                               |
| Astro Boy: Omega Factor                                  | Sega                                     | Game Boy Advance                   | 2003                               |
| Audiosurf                                                | Dylan Fitterer                           | PC                                 | 2008                               |
| Auditorium                                               | Cipher Prime                             | Internet                           | 2008                               |
| Axelay                                                   | Konami                                   | SNES                               | 1992                               |
| Baldur's Gate II: Shadows of Amn                         | Interplay                                | PC/Mac                             | 2000                               |
| Baldur's Gate: Dark Alliance                             | Interplay                                | Varias                             | 2001                               |
| Ballblazer                                               | Lucasfilm Games                          | Varias                             | 1984                               |
| Bangai-O                                                 | Swing Entertainment                      | Nintendo 64/Dreamcast              | 1999                               |
| Bangai-O Spirits                                         | D3                                       | DS                                 | 2008                               |
| Banjo-Kazooie                                            | Nintendo                                 | Nintendo 64                        | 1998                               |
| Banjo-Kazooie: Nuts & Bolts                              | Microsoft                                | Xbox 360                           | 2008                               |
| Banjo-Tooie                                              | Nintendo                                 | Nintendo 64                        | 2000                               |
| Bank Panic                                               | Sega                                     | Arcade                             | 1984                               |
| Batman: Arkham Asylum                                    | Eidos                                    | Varias                             | 2009                               |
| Battalion Wars                                           | Nintendo                                 | GameCube                           | 2005                               |
| Battlezone                                               | Atari                                    | Arcade                             | 1980                               |
| Battlefield 1942                                         | Electronic Arts                          | PC/Mac                             | 2002                               |
| Battlefield 1943                                         | Electronic Arts                          | Varias                             | 2009                               |
| Battlefield 2                                            | Electronic Arts                          | PC                                 | 2005                               |
| Battlefield Bad Company                                  | Electronic Arts                          | Xbox 360/PlayStation 3             | 2008                               |
| Bayonetta                                                | Sega                                     | Xbox 360/PlayStation 3             | 2009                               |
| Beatmania                                                | Konami                                   | Arcade                             | 1997                               |
| Bejeweled 2                                              | PopCap                                   | Varias                             | 2004                               |
| Bejeweled Twist                                          | PopCap                                   | PC                                 | 2008                               |
| Beneath a Steel Sky                                      | Virgin Interactive                       | Varias                             | 1994                               |
| Beyond Good & Evil                                       | Ubisoft                                  | Varias                             | 2003                               |
| BioForge                                                 | Origin Systems                           | PC                                 | 1995                               |
| Bionic Commando Rearmed                                  | Capcom                                   | Varias                             | 2008                               |
| BioShock                                                 | 2K Games                                 | Varias                             | 2007                               |
| BioShock 2                                               | 2K Games                                 | Xbox 360, PS3, PC                  | 2010                               |
| BioShock Infinite                                        | Irrational Games, 2K Games               | PC, Xbox 360, PS3, Mac             | 2013                               |
| Bit.Trip Core                                            | Aksys Games                              | Wii                                | 2009                               |
| Black                                                    | Electronic Arts                          | PlayStation 2/Xbox                 | 2006                               |
| Black & White                                            | Electronic Arts                          | PC/Mac                             | 2001                               |
| Blade Runner                                             | Virgin Interactive                       | PC                                 | 1997                               |
| Blast Corps                                              | Nintendo                                 | Nintendo 64                        | 1997                               |
| Blasteroids                                              | Atari                                    | Arcade                             | 1987                               |
| BlazBlue: Calamity Trigger                               | Arc System Works                         | Varias                             | 2008                               |
| Body Harvest                                             | Gremlin Interactive                      | Nintendo 64                        | 1998                               |
| Bomb Jack                                                | Tehkan                                   | Arcade                             | 1984                               |
| Bomberman                                                | Hudson Soft                              | TurboGrafx-16                      | 1990                               |
| Bookworm                                                 | PopCap                                   | Varias                             | 2003                               |
| Boom Blox Bash Party                                     | Electronic Arts                          | Wii                                | 2009                               |
| Boot Hill                                                | Midway                                   | Arcade                             | 1977                               |
| Borderlands                                              | 2K Games                                 | Varias                             | 2009                               |
| Boulderdash                                              | First Star Software                      | Varias                             | 1984                               |
| Bounty Bob Strikes Back!                                 | Big Five Software                        | Varias                             | 1984                               |
| Braid                                                    | Microsoft                                | Xbox 360                           | 2008                               |
| Breakout                                                 | Atari                                    | Arcade                             | 1976                               |
| Breath of Fire II                                        | Capcom                                   | SNES                               | 1994                               |
| Broken Sword: The Shadow of the Templars                 | Revolution Software                      | Varias                             | 1996                               |
| Bubble Bobble                                            | Taito                                    | Arcade                             | 1986                               |
| Buggy Boy                                                | Tatsumi                                  | Arcade                             | 1986                               |
| Bully                                                    | Rockstar Games                           | Varias                             | 2006                               |
| Burning Rangers                                          | Sega                                     | Saturn                             | 1998                               |
| Burnout 2: Point of Impact                               | Electronic Arts                          | Varias                             | 2002                               |
| Burnout Paradise                                         | Electronic Arts                          | Varias                             | 2008                               |
| Bushido Blade                                            | SquareSoft                               | PlayStation                        | 1997                               |
| Buzz! Quiz TV                                            | Sony Computer Entertainment              | PlayStation 3                      | 2008                               |
| California Games                                         | Epyx                                     | Varias                             | 1987                               |
| Call of Duty                                             | Activision Blizzard                      | PC/Mac                             | 2003                               |
| Call of Duty 2                                           | Activision Blizzard                      | Varias                             | 2005                               |
| Call of Duty 4: Modern Warfare                           | Activision Blizzard                      | Varias                             | 2007                               |
| Call of Duty: Modern Warfare 2                           | Activision Blizzard                      | Varias                             | 2009                               |
| Canabalt                                                 | Semi Secret                              | Flash/iPhone                       | 2009                               |
| Cannon Fodder                                            | Virgin Interactive                       | Varias                             | 1993                               |
| Capcom vs SNK                                            | Capcom                                   | Arcade                             | 2000                               |
| Captain Forever                                          | Farbs                                    | Internet                           | 2009                               |
| Carcassonne                                              | Microsoft                                | Xbox 360                           | 2007                               |
| Carmageddon 2                                            | SCi                                      | Varias                             | 1998                               |
| Carrier Command                                          | Rainbird                                 | Varias                             | 1988                               |
| Castle Crashers                                          | The Behemoth                             | Xbox 360                           | 2008                               |
| Castlevania: Aria of Sorrow                              | Konami                                   | Game Boy Advance                   | 2003                               |
| Castlevania: Dawn of Sorrow                              | Konami                                   | DS                                 | 2005                               |
| Castlevania: Symphony of the Night                       | Konami                                   | PlayStation                        | 1997                               |
| Cave Story                                               | Studio Pixel                             | Varias                             | 2004                               |
| Centipede                                                | Atari                                    | Arcade                             | 1980                               |
| Chibi Robo                                               | Nintendo                                 | GameCube                           | 2005                               |
| Chime                                                    | OneBigGame                               | Xbox 360                           | 2010                               |
| Choplifter                                               | Sega                                     | Varias                             | 1982                               |
| Chrono Cross                                             | Square Enix                              | PlayStation                        | 1999                               |
| Chrono Trigger                                           | Square Enix                              | SNES                               | 1995                               |
| Chu Chu Rocket                                           | Sega                                     | Dreamcast/Game Boy Advance         | 1999                               |
| Chuckie Egg                                              | A&F; Software                            | Varias                             | 1983                               |
| City of Heroes                                           | Ncsoft                                   | PC/Mac                             | 2004                               |
| Civilization                                             | Microprose                               | Varias                             | 1991                               |
| Civilization II                                          | Microprose                               | Varias                             | 1996                               |
| Civilization IV                                          | 2K Games                                 | PC/Mac                             | 2005                               |
| Civilization Revolution                                  | 2K Games                                 | Varias                             | 2008                               |
| Cogs                                                     | Lazy 8 Studios                           | PC                                 | 2009                               |
| Colin McRae: Dirt                                        | Codemasters                              | Varias                             | 2007                               |
| Colin McRae: Dirt 2                                      | Codemasters                              | Varias                             | 2009                               |
| Columns                                                  | Sega                                     | Varias                             | 1990                               |
| Combat                                                   | Atari                                    | VCS                                | 1977                               |
| Command & Conquer                                        | Westwoodstudios                          | Varias                             | 1995                               |
| Command & Conquer: Red Alert                             | Westwoodstudios                          | PC/PlayStation                     | 1996                               |
| Commando                                                 | Capcom                                   | Arcade                             | 1985                               |
| Commandos 2: Men of Courage                              | Eidos                                    | Varias                             | 2001                               |
| Company of Heroes                                        | THQ                                      | PC                                 | 2006                               |
| Contra 3: The Alien Wars                                 | Konami                                   | SNES                               | 1992                               |
| Contra 4                                                 | Konami                                   | DS                                 | 2007                               |
| Counter-Strike Source                                    | Valve Software                           | PC                                 | 2004                               |
| Crackdown                                                | Microsoft                                | Xbox 360                           | 2007                               |
| Crayon Physics Deluxe                                    | Kloonigames                              | iPhone/PC                          | 2009                               |
| Crazy Taxi 3: High Roller                                | Sega                                     | Varias                             | 2002                               |
| Crimson Skies                                            | Microsoft                                | PC                                 | 2000                               |
| Critter Crunch                                           | Capybara Games                           | iPhone/PlayStation 3               | 2008                               |
| Cruise for a Corpse                                      | US Gold                                  | Varias                             | 1991                               |
| Crush                                                    | Sega                                     | PSP                                | 2007                               |
| Crysis                                                   | Electronic Arts                          | PC                                 | 2007                               |
| Crystal Castles                                          | Atari                                    | Arcade                             | 1983                               |
| Cursor*10                                                | Nekogames                                | Internet                           | 2008                               |
| Cyber Troopers Virtual-On Oratorio Tangram               | Sega                                     | Arcade/Dreamcast                   | 1998                               |
| Cybernator                                               | Konami                                   | SNES                               | 1992                               |
| Daigasso! Band Brothers                                  | Nintendo                                 | DS                                 | 2004                               |
| Dance Dance Revolution                                   | Konami                                   | Arcade                             | 1998                               |
| Darius                                                   | Taito                                    | Arcade                             | 1986                               |
| Dark Chronicle                                           | Sony Computer Entertainment              | PlayStation 2                      | 2002                               |
| Dark Souls                                               | From Software, Namco Bandai              | PS3, Xbox 360                      | 2011                               |
| Darwinia                                                 | Introversion Software                    | PC                                 | 2005                               |
| Daytona USA                                              | Sega                                     | Arcade                             | 1993                               |
| De Blob                                                  | THQ                                      | Wii                                | 2008                               |
| Dead or Alive 4                                          | Tecmo                                    | Xbox 360                           | 2005                               |
| Dead Rising                                              | Capcom                                   | Xbox 360                           | 2006                               |
| Dead Space                                               | Electronic Arts                          | Varias                             | 2008                               |
| Dead Space Extraction                                    | Electronic Arts                          | Wii                                | 2009                               |
| Death Tank Zwei                                          | Microsoft                                | Xbox 360                           | 2009                               |
| Def Jam: Fight for NY                                    | Electronic Arts                          | Varias                             | 2004                               |
| DEFCON                                                   | Introversion                             | Mac/PC                             | 2006                               |
| Defender                                                 | Williams                                 | Arcade                             | 1980                               |
| Defender of the Crown                                    | Cinemaware                               | Varias                             | 1986                               |
| Defense Grid: The Awakening                              | Microsoft                                | PC/Xbox 360                        | 2008                               |
| Deja Vu                                                  | Mindscape                                | Varias                             | 1985                               |
| Demolition Derby                                         | Bally Midway                             | Arcade                             | 1984                               |
| Demon's Souls                                            | From Software                            | PS3                                | 2009                               |
| Descent                                                  | Interplay                                | Varias                             | 1995                               |
| Desert Strike: Return to the Gulf                        | Electronic Arts                          | Varias                             | 1992                               |
| Desktop Tower Defense                                    | Paul Preece                              | Internet                           | 2007                               |
| Deus Ex                                                  | Eidos                                    | Varias                             | 2000                               |
| Deus Ex Machina                                          | Autómata                                 | C64/Spectrum                       | 1984                               |
| Deus Ex: Human Revolution                                | Eidos, Square Enix                       | PC                                 | 2011                               |
| Devil Dice                                               | Sony Computer Entertainment              | PlayStation                        | 1998                               |
| Devil May Cry                                            | Capcom                                   | PlayStation 2                      | 2001                               |
| Devil May Cry 3: Dante's Awakening                       | Capcom                                   | PC/PlayStation 2                   | 2005                               |
| Devil May Cry 4                                          | Capcom                                   | Varias                             | 2008                               |
| Diablo                                                   | Blizzard Entertainment                   | Varias                             | 1997                               |
| Diablo II                                                | Blizzard Entertainment                   | PC/Mac                             | 2000                               |
| Dig-Dug                                                  | Namco                                    | Arcade                             | 1982                               |
| Disaster Report                                          | Agetec                                   | PlayStation 2                      | 2002                               |
| Disgaea 2: Cursed Memories                               | Koei                                     | PlayStation 2/PSP                  | 2006                               |
| Disgaea: Hour of Darkness                                | Koei                                     | Varias                             | 2003                               |
| Dishonored                                               | Arcane Studios, Bethesda                 | PC, Xbox 360, PS3                  | 2012                               |
| Dissidia Final Fantasy                                   | Square Enix                              | PSP                                | 2009                               |
| DJ Hero                                                  | Activision                               | Varias                             | 2009                               |
| DoDonPachi                                               | Atlus                                    | Arcade                             | 1997                               |
| Donkey Kong                                              | Nintendo                                 | Arcade                             | 1981                               |
| Donkey Kong Country 3: Dixie Kong's Double Trouble       | Nintendo                                 | SNES                               | 1996                               |
| Donkey Kong: Jungle Beat                                 | Nintendo                                 | GameCube                           | 2004                               |
| Donkey Konga                                             | Nintendo                                 | GameCube                           | 2003                               |
| Doom                                                     | GT Interactive                           | Varias                             | 1993                               |
| Doom 3                                                   | Activision                               | Varias                             | 2004                               |
| Doom II: Hell on Earth                                   | GT Interactive                           | Varias                             | 1994                               |
| Double Dragon                                            | Technos                                  | Varias                             | 1987                               |
| Dr. Kawashima's Brain Training                           | Nintendo                                 | DS                                 | 2005                               |
| Dr. Mario                                                | Nintendo                                 | NES                                | 1990                               |
| Dragon Age: Origins                                      | BioWare                                  | PC                                 | 2009                               |
| Dragon Quest I                                           | Square Enix                              | NES                                | 1986                               |
| Dragon Quest V                                           | Square Enix                              | DS                                 | 2009                               |
| Dragon Quest VIII: Journey of the Cursed King            | Square Enix                              | PlayStation 2                      | 2004                               |
| Dragon's Lair                                            | Cinematronics                            | Arcade                             | 1983                               |
| Dreamfall: The Longest Journey                           | Funcom                                   | PC, Xbox                           | 2006                               |
| Drill Dozer                                              | Nintendo                                 | Game Boy Advance                   | 2005                               |
| Driver                                                   | GT Interactive                           | Varias                             | 1999                               |
| Drop7                                                    | Area/Code Entertainment                  | iPhone                             | 2008                               |
| Duke Nukem 3D                                            | Apogee Software                          | Varias                             | 1996                               |
| Dune II                                                  | Virgin Interactive                       | Varias                             | 1992                               |
| Dungeon Keeper                                           | Electronic Arts                          | PC                                 | 1997                               |
| Dungeon Master                                           | FTL                                      | Varias                             | 1987                               |
| Dungeon Siege                                            | Microsoft                                | Mac/PC                             | 2002                               |
| E4: Every Extend Extra Extreme                           | Q Entertainment                          | Xbox 360                           | 2007                               |
| Eamon                                                    | Donald Brown                             | Apple II                           | 1980                               |
| EarthBound                                               | Nintendo                                 | SNES                               | 1994                               |
| Earthworm Jim                                            | Virgin Interactive                       | Varias                             | 1994                               |
| Ecco The Dolphin                                         | Sega                                     | Varias                             | 1993                               |
| Echochrome                                               | Sony Computer Entertainment              | PlayStation 3/PSP                  | 2008                               |
| EDF 2017                                                 | D3 Publisher                             | Xbox 360                           | 2006                               |
| Eets                                                     | Klei Entertainment                       | PC                                 | 2006                               |
| Einhänder                                                | Sony Computer Entertainment              | PlayStation                        | 1997                               |
| Elasto Mania                                             | BalĂĄzs RĂłzsa                           | PC                                 | 2000                               |
| Elder Scrolls III: Morrowind                             | Bethesda                                 | PC/Xbox                            | 2002                               |
| Elebits                                                  | Konami                                   | Wii                                | 2006                               |
| Eliss                                                    | Steph Thirion                            | iPhone                             | 2009                               |
| Elite                                                    | Firebird                                 | Varias                             | 1984                               |
| Elite Beat Agents                                        | Nintendo                                 | DS                                 | 2006                               |
| Empire: Total War                                        | Sega                                     | PC                                 | 2009                               |
| Eternal Darkness                                         | Nintendo                                 | GameCube                           | 2002                               |
| Eve Online                                               | CCP                                      | PC/Mac                             | 2003                               |
| EverQuest                                                | Sony Online Entertainment                | PC/Mac                             | 1999                               |
| EverQuest II                                             | Sony Online EntertainmentPC              | PC                                 | 2004                               |
| Everybody's Golf 5                                       | Sony Computer Entertainment              | PlayStation 3                      | 2007                               |
| Everyday Shooter                                         | Sony Computer Entertainment              | PlayStation 3                      | 2007                               |
| Excitebike 64                                            | Nintendo                                 | Nintendo 64                        | 2000                               |
| Exile                                                    | Audiogenic                               | Varias                             | 1991                               |
| Exit 2                                                   | Taito                                    | PSP                                | 2006                               |
| Eye of The Beholder                                      | SSI                                      | Varias                             | 1990                               |
| EyePet                                                   | Sony Computer Entertainment              | PlayStation 3                      | 2009                               |
| F-Zero GX                                                | Nintendo                                 | GameCube                           | 2003                               |
| F-Zero X                                                 | Nintendo                                 | Nintendo 64                        | 1998                               |
| F.E.A.R.                                                 | Vivendi Universal                        | Varias                             | 2005                               |
| F.E.A.R. 2: Project Origin                               | Warner Bros Interactive                  | Varias                             | 2009                               |
| Fable                                                    | Microsoft                                | PC/Xbox                            | 2005                               |
| Fable II                                                 | Microsoft                                | Xbox 360                           | 2008                               |
| Facade                                                   | Procedural Arts                          | PC/Mac                             | 2005                               |
| Fahrenheit                                               | Atari                                    | Varias                             | 2005                               |
| Fairlight                                                | Edge Games                               | Varias                             | 1985                               |
| Fallout                                                  | Interplay                                | Varias                             | 1997                               |
| Fallout 3                                                | Bethesda                                 | Varias                             | 2008                               |
| Fantastic Contraption                                    | inXile Entertainment                     | iPhone/Internet                    | 2008                               |
| Fantasy World Dizzy                                      | Codemasters                              | Varias                             | 1989                               |
| Far Cry                                                  | Ubisoft                                  | PC                                 | 2004                               |
| Far Cry 2                                                | Ubisoft                                  | Varias                             | 2008                               |
| Far Cry 3                                                | Ubisoft                                  | PC, Xbox 360, PS3                  | 2012                               |
| Faselei!                                                 | SNK                                      | Neo-Geo Pocket                     | 1999                               |
| Fat Princess                                             | Titan Studios                            | PlayStation 3                      | 2009                               |
| Fatal Frame II: Crimson Butterfly                        | Tecmo                                    | PlayStation 2/Xbox                 | 2003                               |
| Fatal Frame: Mask of the Lunar Eclipse                   | Nintendo                                 | Wii                                | 2008                               |
| Fatal Fury: Mark of the Wolves                           | SNK                                      | Arcade                             | 1999                               |
| Ferrari F355 Challenge                                   | Sega                                     | Arcade                             | 1999                               |
| Fight Night Round 3                                      | Electronic Arts                          | Varias                             | 2006                               |
| Final Fantasy Crystal Chronicles                         | Square Enix                              | GameCube                           | 2003                               |
| Final Fantasy Tactics                                    | Square Enix                              | PlayStation                        | 1997                               |
| Final Fantasy Tactics A2: Grimoire of the Rift           | Square Enix                              | DS                                 | 2007                               |
| Final Fantasy IV                                         | Square Enix                              | DS                                 | 2007                               |
| Final Fantasy V                                          | Square Enix                              | Game Boy Advance                   | 2006                               |
| Final Fantasy VI                                         | Square Enix                              | Varias                             | 1994                               |
| Final Fantasy VII                                        | Square Enix                              | PC/PlayStation                     | 1997                               |
| Final Fantasy VIII                                       | Square Enix                              | PC/PlayStation                     | 1999                               |
| Final Fantasy IX                                         | Square Enix                              | PlayStation                        | 2000                               |
| Final Fantasy X                                          | Square Enix                              | PlayStation 2                      | 2001                               |
| Final Fantasy XII                                        | Square Enix                              | PlayStation 2                      | 2006                               |
| Final Fight                                              | Capcom                                   | Arcade                             | 1989                               |
| Final Furlong                                            | Namco                                    | Arcade                             | 1997                               |
| Fire Emblem: Path of Radiance                            | Nintendo                                 | GameCube                           | 2005                               |
| Fire Pro Wrestling Returns                               | Agetec                                   | PlayStation 2                      | 2005                               |
| Flashback                                                | US Gold                                  | Varias                             | 1992                               |
| FlatOut: Ultimate Carnage                                | Empire Interactive                       | PC/Xbox 360                        | 2007                               |
| Flight Control                                           | Firemint                                 | iPhone                             | 2009                               |
| Flight Simulator X                                       | Microsoft                                | PC                                 | 2006                               |
| Flipnic                                                  | Capcom                                   | PlayStation 2                      | 2003                               |
| Flow                                                     | ThatGameCompany                          | Varias                             | 2006                               |
| Flower                                                   | ThatGameCompany                          | PlayStation 3                      | 2009                               |
| Flywrench                                                | Mark Essen                               | PC                                 | 2007                               |
| Forgotten Worlds                                         | Capcom                                   | Arcade                             | 1988                               |
| Forza Motorsport 2                                       | Microsoft                                | Xbox 360                           | 2007                               |
| Forza Motorsport 3                                       | Microsoft                                | Xbox 360                           | 2009                               |
| Freak Out                                                | Virgin Interactive                       | PlayStation 2                      | 2001                               |
| Free Running                                             | Ubisoft                                  | PS2                                | 2007                               |
| Freedom Fighters                                         | Electronic Arts                          | Varias                             | 2003                               |
| Freedom Force vs the 3rd Reich                           | Vivendi Universal                        | PC                                 | 2005                               |
| Freespace 2                                              | Interplay                                | PC                                 | 1999                               |
| Frequency                                                | Sony Computer Entertainment              | PlayStation 2                      | 2001                               |
| Frogger                                                  | Konami                                   | Arcade                             | 1981                               |
| Front Mission 3                                          | SquareSoft                               | PlayStation                        | 1999                               |
| Frontier: Elite 2                                        | Gametek/Konami                           | Varias                             | 1993                               |
| Fuel                                                     | Codemasters                              | Varias                             | 2009                               |
| Full Throttle                                            | LucasArts                                | Varias                             | 1995                               |
| G-LOC: Air Battle (R-360)                                | Sega                                     | Arcade                             | 1990                               |
| Galactic Civilizations II: Dread Lords                   | Paradox Interactive                      | PC                                 | 2006                               |
| Galaga                                                   | Namco                                    | Arcade                             | 1981                               |
| Galaga '88                                               | Namco                                    | Arcade                             | 1987                               |
| Galaxian                                                 | Namco                                    | Arcade                             | 1979                               |
| Galcon                                                   | Phil Hassey                              | iPhone                             | 2008                               |
| Garry's Mod                                              | Valve Software                           | PC                                 | 2005                               |
| Gauntlet                                                 | Atari                                    | Arcade                             | 1985                               |
| Gauntlet II                                              | Atari                                    | Arcade                             | 1986                               |
| Gears of War                                             | Microsoft                                | Xbox 360                           | 2006                               |
| Gears of War 2                                           | Microsoft                                | Xbox 360                           | 2008                               |
| Gemini Wing                                              | Tecmo                                    | Arcade                             | 1987                               |
| geoDefense Swarm                                         | Critical Thought Games                   | iPhone                             | 2009                               |
| Geometry Wars                                            | Microsoft                                | Varias                             | 2003                               |
| Geometry Wars Retro Evolved 2                            | Microsoft                                | Xbox 360                           | 2008                               |
| Ghosts 'n Goblins                                        | Capcom                                   | Arcade                             | 1985                               |
| Ghouls 'n' Ghosts                                        | Capcom                                   | Arcade                             | 1988                               |
| Giants: Citizen Kabuto                                   | Interplay                                | Varias                             | 2000                               |
| Gitaroo Man                                              | Koei                                     | PlayStation 2/PSP                  | 2001                               |
| God Hand                                                 | Capcom                                   | PlayStation 2                      | 2006                               |
| God of War                                               | Sony Computer Entertainment              | PlayStation 2                      | 2005                               |
| God of War II                                            | Sony Computer Entertainment              | PlayStation 2                      | 2007                               |
| God of War: Chains of Olympus                            | Sony Computer Entertainment              | PSP                                | 2008                               |
| Golden Sun                                               | Nintendo                                 | Game Boy Advance                   | 2001                               |
| Golden Tee Live                                          | Incredible Technologies                  | Arcade                             | 2005                               |
| GoldenEye 007                                            | Nintendo                                 | Nintendo 64                        | 1997                               |
| Gorf                                                     | Midway                                   | Arcade                             | 1981                               |
| Gottlieb Pinball Classics                                | System 3                                 | Varias                             | 2006                               |
| Gradius                                                  | Konami                                   | Arcade                             | 1985                               |
| Gradius V                                                | Konami                                   | PlayStation 2                      | 2004                               |
| Gran Turismo                                             | Sony Computer Entertainment              | PlayStation                        | 1997                               |
| Gran Turismo 3: A-Spec                                   | Sony Computer Entertainment              | PlayStation 2                      | 2001                               |
| Grand Prix Legends                                       | Sierra Entertinment                      | PC                                 | 1998                               |
| Grand Slam Tennis                                        | Electronic Arts                          | Wii                                | 2009                               |
| Grand Theft Auto                                         | Rockstar                                 | PC/PlayStation                     | 1997                               |
| Grand Theft Auto 2                                       | Rockstar                                 | Varias                             | 1999                               |
| Grand Theft Auto III                                     | Rockstar                                 | Varias                             | 2001                               |
| Grand Theft Auto IV                                      | Rockstar                                 | Varias                             | 2008                               |
| Grand Theft Auto IV: The Ballad of Gay Tony              | Rockstar                                 | Xbox 360                           | 2009                               |
| Grand Theft Auto IV: The Lost and Damned                 | Rockstar                                 | Xbox 360                           | 2009                               |
| Grand Theft Auto San Andreas                             | Rockstar                                 | Varias                             | 2004                               |
| Grand Theft Auto Vice City                               | Rockstar                                 | Varias                             | 2002                               |
| Grand Theft Auto: Chinatown Wars                         | Rockstar                                 | DS                                 | 2009                               |
| Grand Theft Auto: Liberty City Stories                   | Rockstar                                 | PlayStation 2/PSP                  | 2005                               |
| Grandia II                                               | Ubisoft                                  | Varias                             | 2000                               |
| Gravitar                                                 | Atari                                    | Arcade                             | 1982                               |
| Gravity Power                                            | Kingsoft                                 | Amiga                              | 1994                               |
| Green Beret                                              | Konami                                   | Arcade                             | 1985                               |
| Gregory Horror Show                                      | Capcom                                   | PlayStation 2                      | 2003                               |
| Grim Fandango                                            | LucasArts                                | PC                                 | 1998                               |
| GrimGrimoire                                             | Nippon Ichi                              | PlayStation 2                      | 2007                               |
| Grow                                                     | Eyezmaze                                 | Internet                           | 2002                               |
| GT Legends                                               | Atari                                    | PC                                 | 2005                               |
| GTI Club                                                 | Konami                                   | Arcade                             | 1996                               |
| GTR 2 - FIA GT Racing Game                               | Atari                                    | PC                                 | 2006                               |
| Guardian Heroes                                          | Sega                                     | Saturn                             | 1996                               |
| Guild Wars                                               | Ncsoft                                   | PC                                 | 2005                               |
| Guitar Hero                                              | Activision Blizzard                      | PlayStation 2                      | 2005                               |
| Guitar Hero II                                           | Activision Blizzard                      | PlayStation 2/Xbox 360             | 2006                               |
| Guitar Hero World Tour                                   | Activision Blizzard                      | Varias                             | 2008                               |
| Guitar Hero: Metallica                                   | Activision Blizzard                      | Varias                             | 2009                               |
| GUN                                                      | Neversoft                                | Varias                             | 2005                               |
| Gunstar Heroes                                           | Sega                                     | Varias                             | 1993                               |
| Gunstar Super Heroes                                     | Sega                                     | Game Boy Advance                   | 2005                               |
| Gyruss                                                   | Konami                                   | Arcade                             | 1983                               |
| H.E.R.O.                                                 | Activision                               | Varias                             | 1984                               |
| Half-Life                                                | Valve Software                           | PC/PlayStation 2                   | 1998                               |
| Half-Life 2                                              | Valve Software                           | Varias                             | 2004                               |
| Half-Minute Hero                                         | Marvelous Entertainment                  | PSP                                | 2009                               |
| Halo: Combat Evolved                                     | Microsoft                                | PC/Xbox                            | 2001                               |
| Halo 2                                                   | Microsoft                                | Xbox                               | 2004                               |
| Halo 3                                                   | Microsoft                                | Xbox 360                           | 2009                               |
| Halo ODST                                                | Microsoft                                | Xbox 360                           | 2009                               |
| Halo Wars                                                | Microsoft                                | Xbox 360                           | 2009                               |
| Harvest Moon                                             | Nintendo                                 | SNES                               | 1996                               |
| Harvest Moon: Friends of Mineral Town                    | Natsume                                  | Game Boy Advance                   | 2003                               |
| Head over Heels                                          | Ocean                                    | Varias                             | 1987                               |
| Heavenly Sword                                           | Sony Computer Entertainment              | PlayStation 3                      | 2007                               |
| Heavy Rain                                               | Sony Computer Entertainment              | PlayStation 3                      | 2010                               |
| Henry Hatsworth in the Puzzling Adventure                | Electronic Arts                          | DS                                 | 2009                               |
| Herzog Zwei                                              | Technosoft                               | Mega Drive                         | 1989                               |
| Hexic 2                                                  | Microsoft                                | Xbox 360                           | 2007                               |
| Hidden & Dangerous 2                                     | Gathering of Developers                  | PC                                 | 2003                               |
| Hitchhiker's Guide to the Galaxy                         | Infocom                                  | Varias                             | 1984                               |
| Hitman 2: Silent Assassin                                | Eidos                                    | Varias                             | 2002                               |
| Hitman: Blood Money                                      | Eidos                                    | Varias                             | 2006                               |
| Homeworld                                                | Sierra Entertinment                      | PC/Mac                             | 1999                               |
| Hotel Dusk: Room 215                                     | Nintendo                                 | DS                                 | 2007                               |
| Hotline Miami                                            | Dennaton Games                           | Varias                             | 2012                               |
| Hunter                                                   | Activision                               | Amiga/ST                           | 1991                               |
| Hyper Sports                                             | Konami                                   | Arcade                             | 1984                               |
| I, Robot                                                 | Atari                                    | Arcade                             | 1983                               |
| Ikari Warriors                                           | SNK                                      | Arcade                             | 1986                               |
| Ikaruga                                                  | Sega                                     | Varias                             | 2001                               |
| IL-2 Sturmovik                                           | 1C Games                                 | PC                                 | 2001                               |
| IL-2 Sturmovik: Birds of Prey                            | 505 Games                                | PlayStation 3/Xbox 360             | 2009                               |
| Impossible Mission II                                    | Epyx                                     | Varias                             | 1988                               |
| Indiana Jones and the Fate of Atlantis                   | LucasArts                                | Varias                             | 1992                               |
| Infamous                                                 | Sony Computer Entertainment              | PlayStation 3                      | 2009                               |
| Intelligent Qube                                         | Sony Computer Entertainment              | PlayStation                        | 1997                               |
| International Karate +                                   | Activision                               | Varias                             | 1987                               |
| International Track & Field                              | Konami                                   | PlayStation                        | 1996                               |
| Interstate '76                                           | Activision                               | PC                                 | 1997                               |
| ISS Pro Evolution                                        | Konami                                   | PlayStation                        | 1999                               |
| Jade Empire                                              | Microsoft                                | Varias                             | 2005                               |
| Jak and Daxter: The Precursor Legacy                     | Sony Computer Entertainment              | PlayStation 2                      | 2001                               |
| Jak II: Renegade                                         | Sony Computer Entertainment              | PlayStation 2                      | 2003                               |
| Jeanne D'Arc                                             | Sony Computer Entertainment              | PSP                                | 2006                               |
| Jet Force Gemini                                         | Rare                                     | Nintendo 64                        | 1999                               |
| Jet Set Radio                                            | Sega                                     | Dreamcast                          | 2000                               |
| Jet Set Radio Future                                     | Sega                                     | Xbox                               | 2002                               |
| Jet Set Willy                                            | Software Projects                        | Varias                             | 1984                               |
| Jetpac                                                   | Ultimate                                 | Varias                             | 1983                               |
| John Madden Football                                     | Electronic Arts                          | Mega Drive                         | 1990                               |
| Journey                                                  | Thatgamecompany                          | PlayStation 3                      | 2012                               |
| Joust                                                    | Williams                                 | Arcade                             | 1982                               |
| Juno First                                               | Konami                                   | Arcade                             | 1983                               |
| Just Cause                                               | Eidos                                    | Varias                             | 2006                               |
| Karate Champ                                             | Data East                                | Arcade                             | 1984                               |
| Katamari Damacy                                          | Bandai Namco                             | PlayStation 2                      | 2004                               |
| Kid Icarus                                               | Nintendo                                 | NES                                | 1986                               |
| Kill.switch                                              | Namco                                    | Varias                             | 2003                               |
| Killer 7                                                 | Capcom                                   | GameCube/PlayStation 2             | 2005                               |
| Killer Instinct                                          | Nintendo                                 | Arcade                             | 1994                               |
| Killzone 2                                               | Sony Computer Entertainment              | PlayStation 3                      | 2009                               |
| King of Fighters '94                                     | SNK                                      | Arcade/Neo-Geo                     | 1994                               |
| Kingdom Hearts                                           | Square Soft                              | PlayStation 2                      | 2002                               |
| Klax                                                     | Atari Games                              | Varias                             | 1989                               |
| Knight Lore                                              | Ultimate                                 | Varias                             | 1984                               |
| Kung-Fu Master                                           | Data East                                | Arcade                             | 1984                               |
| Laser Squad                                              | Blade Software                           | Varias                             | 1988                               |
| Leader Board                                             | US Gold                                  | Varias                             | 1986                               |
| Left 4 Dead                                              | Valve Software                           | PC/Xbox 360                        | 2008                               |
| Left 4 Dead 2                                            | Valve Software                           | PC/Xbox 360                        | 2009                               |
| Lego Star Wars                                           | LucasArts                                | Varias                             | 2005                               |
| Lemmings                                                 | Psygnosis                                | Varias                             | 1991                               |
| Let's Tap                                                | Sega                                     | Wii                                | 2008                               |
| Limbo                                                    | Playdead                                 | iPhone, iPad, PC, Mac              | 2010                               |
| Line Rider                                               | Boštjan Čadež                            | Internet                           | 2006                               |
| Little Big Adventure                                     | Electronic Arts                          | PC/PlayStation                     | 1994                               |
| Little Computer People                                   | Activision                               | Varias                             | 1985                               |
| Little King's Story                                      | Marvelous Entertainment                  | Wii                                | 2009                               |
| LittleBigPlanet                                          | Sony Computer Entertainment              | PlayStation 3                      | 2008                               |
| LocoRoco 2                                               | Sony Computer Entertainment              | PSP                                | 2008                               |
| Lode Runner                                              | Brøderbund                               | Varias                             | 1983                               |
| Loom                                                     | LucasArts                                | Varias                             | 1990                               |
| Lords of Midnight                                        | Beyond Software                          | Varias                             | 1984                               |
| LostWinds                                                | Frontier Developments                    | Wii                                | 2008                               |
| LostWinds 2: Winter of the Melodias                      | Frontier Developments                    | Wii                                | 2009                               |
| Luigi's Mansion                                          | Nintendo                                 | GameCube                           | 2001                               |
| Lumines                                                  | Ubisoft                                  | PSP                                | 2004                               |
| Lumines Live                                             | Q Entertainment                          | Xbox 360                           | 2006                               |
| Lunar Lander                                             | Atari                                    | Arcade                             | 1979                               |
| M.U.L.E.                                                 | Electronic Arts                          | Varias                             | 1983                               |
| MaBoShi: The Three Shape Arcade                          | Nintendo                                 | Wii                                | 2008                               |
| Machinarium                                              | Amanita Design                           | PC/Mac                             | 2009                               |
| Mad Planets                                              | Gottlieb                                 | Arcade                             | 1983                               |
| Madden NFL 10                                            | Electronic Arts                          | Varias                             | 2009                               |
| Mafia                                                    | Gathering of Developers                  | Varias                             | 2002                               |
| Manhunt                                                  | Rockstar                                 | Varias                             | 2003                               |
| Maniac Mansion                                           | LucasArts                                | Varias                             | 1987                               |
| Maniac Mansion: Day of the Tentacle                      | LucasArts                                | PC/Mac                             | 1993                               |
| Manic Miner                                              | Software Projects                        | Varias                             | 1983                               |
| Marathon Infinity                                        | Bungie                                   | Mac                                | 1996                               |
| Marble Madness                                           | Atari                                    | Arcade                             | 1984                               |
| Mario & Luigi: Bowser's Inside Story                     | Nintendo                                 | DS                                 | 2009                               |
| Mario & Luigi: Partners In Time                          | Nintendo                                 | DS                                 | 2005                               |
| Mario & Luigi: Superstar Saga                            | Nintendo                                 | Game Boy Advance                   | 2003                               |
| Mario Golf                                               | Nintendo                                 | Game Boy Color                     | 1999                               |
| Mario Kart 64                                            | Nintendo                                 | Nintendo 64                        | 1996                               |
| Mario Kart DS                                            | Nintendo                                 | DS                                 | 2005                               |
| Mario Kart Super Circuit                                 | Nintendo                                 | Game Boy Advance                   | 2001                               |
| Mario Kart Wii                                           | Nintendo                                 | Wii                                | 2008                               |
| Mario Power Tennis                                       | Nintendo                                 | GameCube                           | 2004                               |
| Mario vs. Donkey Kong                                    | Nintendo                                 | Game Boy Advance                   | 2004                               |
| Mark of the Ninja                                        | Klei Entertainment, Microsoft            | Varias                             | 2012                               |
| Marvel vs. Capcom 2: New Age of Heroes                   | Capcom                                   | Arcade                             | 2000                               |
| Mashed                                                   | Empire Interactive                       | Varias                             | 2004                               |
| Mass Effect                                              | Microsoft                                | PC/Xbox 360                        | 2007                               |
| Mass Effect 2                                            | Microsoft                                | PC/Xbox 360                        | 2010                               |
| Max and the Magic Marker                                 | Press Play                               | Wii                                | 2010                               |
| Max Payne                                                | Rockstar                                 | Varias                             | 2001                               |
| Max Payne 2: The Fall of Max Payne                       | Rockstar                                 | Varias                             | 2003                               |
| Maximo: Ghosts To Glory                                  | Capcom                                   | PlayStation 2                      | 2001                               |
| MDK                                                      | Playmates Interactive                    | Varias                             | 1997                               |
| MechWarrior 2: 31st Century Combat                       | Activision                               | Varias                             | 1995                               |
| Medal of Honor: Allied Assault                           | Electronic Arts                          | PC                                 | 2002                               |
| Medieval: Total War                                      | Activision                               | PC                                 | 2002                               |
| Medieval II: Total War                                   | Sega                                     | PC                                 | 2006                               |
| Mega Lo Mania                                            | Sensible Software                        | Varias                             | 1991                               |
| Mercenary                                                | Novagen Software                         | Varias                             | 1985                               |
| Mercury Meltdown                                         | Atari                                    | PSP                                | 2006                               |
| Mercury Meltdown Revolution                              | Atari                                    | Wii                                | 2007                               |
| Metal Arms: Glitch in the System                         | Vivendi Universal                        | Varias                             | 2003                               |
| Metal Gear Solid                                         | Konami                                   | PC/PlayStation                     | 1998                               |
| Metal Gear Solid 2: Sons of Liberty                      | Konami                                   | Varias                             | 2001                               |
| Metal Gear Solid 3: Snake Eater                          | Konami                                   | PlayStation 2                      | 2004                               |
| Metal Gear Solid 4: Guns of The Patriots                 | Konami                                   | PlayStation 3                      | 2008                               |
| Metal Gear Solid: Portable Ops                           | Konami                                   | PSP                                | 2006                               |
| Metal Gear Solid: The Twin Snakes                        | Konami                                   | GameCube                           | 2004                               |
| Metal Slug                                               | SNK                                      | Neo-Geo                            | 1996                               |
| Meteos                                                   | Bandai/Nintendo                          | Varias                             | 2005                               |
| Metroid Fusion                                           | Nintendo                                 | Game Boy Advance                   | 2002                               |
| Metroid Prime                                            | Nintendo                                 | GameCube                           | 2002                               |
| Metroid Prime 2: Echoes                                  | Nintendo                                 | GameCube                           | 2004                               |
| Metroid Prime 3: Corruption                              | Nintendo                                 | Wii                                | 2007                               |
| Metroid Zero Mission                                     | Nintendo                                 | Game Boy Advance                   | 2004                               |
| Metropolis Street Racer                                  | Sega                                     | Dreamcast                          | 2000                               |
| Micro Machines                                           | Codemasters                              | NES                                | 1991                               |
| Micro Machines 2: Turbo Tournament                       | Codemasters                              | Mega Drive                         | 1994                               |
| Midnight Club: Los Angeles                               | Rockstar                                 | PlayStation 3/Xbox 360             | 2008                               |
| Midtown Madness 3                                        | Microsoft                                | Xbox                               | 2003                               |
| Midwinter                                                | Rainbird                                 | Varias                             | 1989                               |
| Might & Magic: Clash of Heroes                           | Ubisoft                                  | DS                                 | 2009                               |
| Mighty Flip Champs                                       | Nintendo                                 | DS                                 | 2009                               |
| Minecraft                                                | Notch Development AB                     | Varias                             | 2011                               |
| Miner 2049er                                             | Big Five Software                        | Varias                             | 1982                               |
| Buscaminas                                               | Microsoft                                | PC                                 | 1989                               |
| Missile Command                                          | Atari                                    | Arcade                             | 1980                               |
| Mojib Ribbon                                             | Sony Computer Entertainment              | PlayStation 2                      | 2003                               |
| Monkey Island 2: LeChuck's Revenge                       | LucasArts                                | Varias                             | 1991                               |
| Monster Hunter Freedom Unite                             | Capcom                                   | PSP                                | 2008                               |
| Monster Max                                              | Titus Interactive                        | Game Boy                           | 1994                               |
| Moon Patrol                                              | Irem                                     | Arcade                             | 1982                               |
| Mortal Kombat                                            | Midway                                   | Varias                             | 1992                               |
| Mother 3                                                 | Nintendo                                 | Game Boy Advance                   | 2006                               |
| MotorStorm                                               | Sony Computer Entertainment              | PlayStation 3                      | 2007                               |
| MotorStorm: Pacific Rift                                 | Sony Computer Entertainment              | PlayStation 3                      | 2008                               |
| Mr Do                                                    | Universal                                | Arcade                             | 1982                               |
| Mr Driller                                               | Namco Bandai                             | Varias                             | 1999                               |
| Ms Pac-Man                                               | Midway                                   | Arcade                             | 1981                               |
| MUD                                                      | n/a                                      | DEC PDP-10                         | 1980                               |
| Muramasa: The Demon Blade                                | Marvelous Entertainment                  | Wii                                | 2009                               |
| Myst                                                     | Brøderbund                               | Varias                             | 1993                               |
| Myth: The Fallen Lords                                   | Bungie                                   | Mac/PC                             | 1997                               |
| N+                                                       | Atari                                    | Varias                             | 2008                               |
| Naked War                                                | Zee-3                                    | PC                                 | 2006                               |
| NARC                                                     | Midway                                   | Arcade                             | 1988                               |
| NBA 2K10                                                 | 2K Games                                 | Varias                             | 2009                               |
| NBA Jam                                                  | Midway                                   | Varias                             | 1993                               |
| NBA Street Vol. 2                                        | Electronic Arts                          | Varias                             | 2003                               |
| Nebulus                                                  | Hewson                                   | Varias                             | 1987                               |
| Need for Speed: Most Wanted                              | Electronic Arts                          | Varias                             | 2005                               |
| Need for Speed: Shift                                    | Electronic Arts                          | Varias                             | 2009                               |
| Neptune's Pride                                          | Iron Helmet Games                        | Internet                           | 2010                               |
| NetHack                                                  | The NetHack Dev Team                     | Varias                             | 1987                               |
| Neverwinter Nights                                       | Atari                                    | PC/Mac                             | 2002                               |
| NHL Hockey                                               | Electronic Arts                          | Mega Drive                         | 1991                               |
| Ni no Kuni                                               | Level-5, Studio Ghibli                   | Nintendo DS, PS3                   | 2011                               |
| Nights Into Dreams                                       | Sega                                     | Saturn                             | 1996                               |
| Ninja Cop                                                | Konami                                   | Game Boy Advance                   | 2003                               |
| Ninja Gaiden                                             | Tecmo                                    | Xbox                               | 2004                               |
| Ninja Gaiden Black                                       | Tecmo                                    | Xbox                               | 2005                               |
| Ninja Gaiden II                                          | Tecmo                                    | Xbox 360                           | 2008                               |
| Nintendogs                                               | Nintendo                                 | DS                                 | 2005                               |
| No More Heroes                                           | Rising Star Games                        | Wii                                | 2007                               |
| No One Lives Forever 2: A Spy In H.A.R.M.'s Way          | Sierra Entertainment                     | PC/Mac                             | 2002                               |
| Noby Noby Boy                                            | Namco Bandai                             | PlayStation 3                      | 2009                               |
| North & South                                            | Infogrames                               | Varias                             | 1989                               |
| Oddworld: Abe's Exoddus                                  | GT Interactive                           | PC/PlayStation                     | 1998                               |
| Oddworld: Stranger's Wrath                               | Electronic Arts                          | Xbox                               | 2005                               |
| Odin Sphere                                              | Atlus                                    | PlayStation 2                      | 2007                               |
| Oids                                                     | FTL                                      | ST/Mac                             | 1987                               |
| Okami                                                    | Capcom                                   | PlayStation 2/Wii                  | 2006                               |
| Operation Flashpoint: Cold War Crisis                    | Codemasters                              | PC/Xbox                            | 2001                               |
| Operation Flashpoint: Dragon Rising                      | Codemasters                              | Varias                             | 2009                               |
| Operation Wolf                                           | Taito                                    | Arcade                             | 1987                               |
| Oregon Trail                                             | Brøderbund                               | Varias                             | 1971                               |
| Outcast                                                  | Infogrames                               | PC                                 | 1999                               |
| OutRun                                                   | Sega                                     | Arcade                             | 1986                               |
| OutRun 2006: Coast 2 Coast                               | Sega                                     | Varias                             | 2006                               |
| Outzone                                                  | Toaplan                                  | Arcade                             | 1990                               |
| Pac-Land                                                 | Namco                                    | Arcade                             | 1984                               |
| Pac-Man                                                  | Namco                                    | Arcade                             | 1980                               |
| Pac-Man Championship Edition                             | Namco Bandai                             | Xbox 360                           | 2007                               |
| Pain                                                     | Sony Computer Entertainment              | PlayStation 3                      | 2007                               |
| Pang                                                     | Mitchell Corporation                     | Arcade                             | 1989                               |
| Panzer Dragoon Orta                                      | Sega                                     | Xbox                               | 2002                               |
| Panzer Dragoon Saga                                      | Sega                                     | Saturn                             | 1998                               |
| Paper Mario                                              | Nintendo                                 | Nintendo 64                        | 2000                               |
| Paper Mario: The Thousand Year Door                      | Nintendo                                 | GameCube                           | 2004                               |
| Paperboy                                                 | Atari                                    | Arcade                             | 1984                               |
| Paradroid                                                | Hewson                                   | Varias                             | 1985                               |
| PaRappa The Rapper                                       | Sony Computer Entertainment              | PlayStation                        | 1996                               |
| Patapon                                                  | Sony Computer Entertainment              | PSP                                | 2007                               |
| Peggle                                                   | PopCap Games                             | Varias                             | 2007                               |
| Perfect Dark                                             | Nintendo                                 | Nintendo 64                        | 2000                               |
| Phantasy Star Online                                     | Sega                                     | Varias                             | 2000                               |
| Phoenix                                                  | Centuri                                  | Arcade                             | 1980                               |
| Phoenix Wright: Ace Attorney                             | Capcom                                   | DS                                 | 2005                               |
| Picross DS                                               | Nintendo                                 | DS                                 | 2007                               |
| Pikmin                                                   | Nintendo                                 | GameCube                           | 2001                               |
| Pikmin 2                                                 | Nintendo                                 | GameCube                           | 2004                               |
| Pilotwings                                               | Nintendo                                 | SNES                               | 1990                               |
| Pilotwings 64                                            | Nintendo                                 | Nintendo 64                        | 1996                               |
| Pinball Dreams                                           | Cowboy Rodeo                             | iPhone                             | 1992                               |
| PixelJunk Monsters                                       | Sony Computer Entertainment              | PlayStation 3                      | 2008                               |
| PixelJunk Shooter                                        | Sony Computer Entertainment              | PlayStation 3                      | 2009                               |
| Planescape Torment                                       | Interplay                                | PC                                 | 1999                               |
| Planet Puzzle League                                     | Nintendo                                 | DS                                 | 2007                               |
| Planetfall                                               | Infocom                                  | Varias                             | 1983                               |
| Planetside                                               | Sony Online Entertainment                | PC                                 | 2003                               |
| Plants Vs Zombies                                        | PopCap Games                             | PC                                 | 2009                               |
| Plok                                                     | Nintendo                                 | SNES                               | 1993                               |
| Point Blank                                              | Namco                                    | Arcade/PlayStation                 | 1994                               |
| Pokémon Ruby and Sapphire                                | Nintendo                                 | Game Boy Advance                   | 2002                               |
| Pokémon Diamond and Pearl                                | Nintendo                                 | DS                                 | 2006                               |
| Pong                                                     | Atari                                    | Arcade                             | 1972                               |
| Populous                                                 | Electronic Arts                          | Varias                             | 1989                               |
| Portal                                                   | Valve Software                           | Varias                             | 2007                               |
| Portal 2                                                 | Valve Corporation                        | PS3, Xbox 360, PC, Mac             | 2011                               |
| Power Drift                                              | Sega                                     | Arcade                             | 1988                               |
| Power Stone 2                                            | Capcom                                   | Arcade/Dreamcast                   | 2000                               |
| Powermonger                                              | Electronic Arts                          | Varias                             | 1990                               |
| Prey                                                     | 2K Games                                 | Varias                             | 2006                               |
| Prince of Persia                                         | Brøderbund                               | Varias                             | 1989                               |
| Prince of Persia: The Sands of Time                      | Ubisoft                                  | Varias                             | 2003                               |
| Pro Evolution Soccer 3                                   | Konami                                   | PlayStation 2                      | 2003                               |
| Professor Layton and the Diabolical Box                  | Nintendo                                 | DS                                 | 2009                               |
| Professor Layton and the Curious Village                 | Nintendo                                 | DS                                 | 2007                               |
| Project Gotham Racing 3                                  | Microsoft                                | Xbox 360                           | 2005                               |
| Prototype                                                | Activision Blizzard                      | Varias                             | 2009                               |
| Psi-Ops: The Mindgate Conspiracy                         | Midway                                   | Varias                             | 2004                               |
| Psychonauts                                              | Majesco                                  | Varias                             | 2005                               |
| Punch Out                                                | Nintendo                                 | Wii                                | 2009                               |
| Pure                                                     | Disney Interactive                       | Varias                             | 2008                               |
| Puyo Pop Fever                                           | Sega, Atlus, THQ, Ignition Entertainment | Varias                             | 2004                               |
| Puzzle Bobble                                            | Taito                                    | Varias                             | 1994                               |
| Puzzle Quest                                             | D3                                       | Varias                             | 2007                               |
| Q*Bert                                                   | Gottlieb                                 | Arcade                             | 1982                               |
| Qix                                                      | Taito                                    | Arcade                             | 1981                               |
| Quadradius                                               | Quadradius.com                           | Internet                           | 2007                               |
| Quake                                                    | GT Interactive                           | Varias                             | 1996                               |
| Quake II                                                 | Activision                               | Varias                             | 1997                               |
| Quake III: Arena                                         | Activision                               | Varias                             | 1999                               |
| R-Type                                                   | Irem                                     | Arcade                             | 1987                               |
| R-Type Delta                                             | Irem                                     | PlayStation 2                      | 1998                               |
| R-Type Final                                             | Irem                                     | PlayStation 2                      | 2003                               |
| R4: Ridge Racer Type 4                                   | Namco                                    | PlayStation                        | 1998                               |
| Race Driver: GRID                                        | Codemasters                              | Varias                             | 2008                               |
| Race Pro                                                 | Atari                                    | Xbox 360                           | 2009                               |
| Radiant Silvergun                                        | ESP                                      | Arcade/Saturn                      | 1998                               |
| Raiden                                                   | Fabtek                                   | Arcade                             | 1990                               |
| Railroad Tycoon                                          | Microprose                               | Varias                             | 1990                               |
| Railroad Tycoon III                                      | Gathering of Developers                  | PC                                 | 2003                               |
| Rainbow Islands                                          | Taito                                    | Arcade                             | 1987                               |
| Rampart                                                  | Atari                                    | Arcade                             | 1990                               |
| Ratchet & Clank                                          | Sony Computer Entertainment              | PlayStation 2                      | 2002                               |
| Ratchet & Clank Future: Tools of Destruction             | Sony Computer Entertainment              | PlayStation 3                      | 2007                               |
| Ratchet & Clank: Size Matters                            | Sony Computer Entertainment              | PlayStation/PSP                    | 2007                               |
| Rayman Raving Rabbids                                    | Ubisoft                                  | Wii                                | 2006                               |
| Rebelstar                                                | Firebird                                 | Spectrum/CPC                       | 1986                               |
| Rebelstar: Tactical Command                              | Namco                                    | Game Boy Advance                   | 2005                               |
| Red Dead Revolver                                        | Rockstar                                 | PlayStation 2/Xbox                 | 2004                               |
| Red Dead Redemption                                      | Rockstar Games                           | Playstation 3, Xbox 360            | 2010                               |
| Red Faction Guerrilla                                    | THQ                                      | Varias                             | 2009                               |
| Reset Generation                                         | Nokia                                    | Mobile                             | 2008                               |
| Resident Evil                                            | Capcom                                   | Varias                             | 1996                               |
| Resident Evil 2                                          | Capcom                                   | Varias                             | 1998                               |
| Resident Evil 4                                          | Capcom                                   | Varias                             | 2005                               |
| Resident Evil 5                                          | Capcom                                   | PlayStation 3/Xbox 360             | 2009                               |
| Resident Evil Code: Veronica                             | Capcom                                   | Varias                             | 2000                               |
| Resident Evil Zero                                       | Capcom                                   | GameCube                           | 2002                               |
| Resistance 2                                             | Sony Computer Entertainment              | PlayStation 3                      | 2008                               |
| Retro Game Challenge                                     | Namco Bandai                             | DS                                 | 2007                               |
| Return Fire                                              | Silent Software                          | 3DO                                | 1995                               |
| Return To Castle Wolfenstein                             | Activision                               | Varias                             | 2001                               |
| Return To Zork                                           | Activision                               | PC/Mac                             | 1993                               |
| Revenge of Shinobi                                       | Sega                                     | Mega Drive                         | 1989                               |
| Rez HD                                                   | Sega                                     | Xbox 360                           | 2008                               |
| Rhythm Heaven                                            | Nintendo                                 | DS                                 | 2009                               |
| Ridge Racer                                              | Namco                                    | Arcade                             | 1993                               |
| Ridge Racers                                             | Namco                                    | PSP                                | 2004                               |
| Rise of Nations                                          | Microsoft                                | PC/Mac                             | 2003                               |
| Rise of Nations: Rise of Legends                         | Microsoft                                | PC                                 | 2006                               |
| Robotron 2084                                            | Williams                                 | Arcade                             | 1982                               |
| Rock Band                                                | Electronic Arts                          | Varias                             | 2007                               |
| Rock Band 2                                              | Electronic Arts                          | Varias                             | 2008                               |
| Rocket: Robot on Wheels                                  | Ubisoft                                  | Nintendo 64                        | 1999                               |
| Rockstar Presents Table Tennis                           | Rockstar                                 | Xbox 360/Wii                       | 2006                               |
| Rogue                                                    | n/a                                      | Unix                               | 1980                               |
| Rogue Galaxy                                             | Sony Computer Entertainment              | PlayStation 2                      | 2005                               |
| Rolando 2                                                | ngcomo                                   | iPhone                             | 2009                               |
| Rollercoaster Tycoon 3                                   | Atari                                    | PC/Mac                             | 2004                               |
| Rolling Thunder                                          | Namco                                    | Arcade                             | 1986                               |
| Rome: Total War                                          | Activision                               | PC                                 | 2004                               |
| Runescape                                                | Jagex                                    | Internet                           | 2001                               |
| Sacrifice                                                | Interplay                                | PC/Mac                             | 2000                               |
| Saints Row 2                                             | THQ                                      | Varias                             | 2008                               |
| Salamander                                               | Konami                                   | Arcade                             | 1986                               |
| Sam & Max Hit The Road                                   | LucasArts                                | Varias                             | 1993                               |
| Samba De Amigo                                           | Sega                                     | Dreamcast                          | 1999                               |
| Samorost                                                 | Amanita Design                           | Internet                           | 2003                               |
| Samurai Shodown II                                       | SNK                                      | Neo-Geo                            | 1994                               |
| Saturn Bomberman                                         | Hudson Soft                              | Saturn                             | 1996                               |
| Scramble                                                 | Konami                                   | Arcade                             | 1981                               |
| Scribblenauts                                            | Warner Bros Interactive                  | DS                                 | 2009                               |
| Seaman                                                   | Sega                                     | Dreamcast/PlayStation 2            | 1999                               |
| Second Sight                                             | Codemasters                              | Varias                             | 2004                               |
| Secret of Mana                                           | Square Soft                              | SNES                               | 1993                               |
| Sega Bass Fishing                                        | Sega                                     | Varias                             | 1998                               |
| Sega Rally Championship                                  | Sega                                     | Arcade                             | 1995                               |
| Sensible World of Soccer                                 | Renegade                                 | Amiga                              | 1994                               |
| Serious Sam                                              | Gathering of Developers                  | PC                                 | 2001                               |
| Shadow Complex                                           | Epic Games                               | Xbox 360                           | 2009                               |
| Shadow of the Colossus                                   | Sony Computer Entertainment              | PlayStation 2                      | 2005                               |
| Shadowrun                                                | Data East                                | SNES                               | 1993                               |
| Shatter                                                  | Sidhe Interactive                        | PlayStation 3                      | 2009                               |
| Shenmue                                                  | Sega                                     | Dreamcast                          | 1999                               |
| Shenmue II                                               | Sega                                     | Dreamcast/Xbox                     | 2001                               |
| Shin Megami Tensei: Persona 3                            | Atlus                                    | PlayStation 2                      | 2006                               |
| Shin Megami Tensei: Persona 4                            | Atlus                                    | PlayStation 2                      | 2008                               |
| Shinobi                                                  | Sega                                     | PlayStation 2                      | 2002                               |
| Shining Force III                                        | Sega                                     | Saturn                             | 1997                               |
| Shinobi                                                  | Sega                                     | Arcade                             | 1987                               |
| Sid Meier's Alpha Centauri                               | Electronic Arts                          | PC/Mac                             | 1998                               |
| Sid Meier's Pirates!                                     | Microprose                               | Varias                             | 1987                               |
| Silent Hill                                              | Konami                                   | PlayStation                        | 1999                               |
| Silent Hill 2                                            | Konami                                   | PlayStation 2                      | 2001                               |
| Silent Hunter III                                        | Ubisoft                                  | PC                                 | 2005                               |
| Silent Scope 2: Dark Silhouette                          | Konami                                   | Arcade                             | 2000                               |
| Silhouette Mirage                                        | Working Designs                          | Saturn                             | 1999                               |
| Sim City                                                 | Maxis                                    | Varias                             | 1989                               |
| Sim City 2000                                            | Maxis                                    | Varias                             | 1993                               |
| Sim City 4                                               | Maxis                                    | Varias                             | 2003                               |
| Sin & Punishment                                         | Nintendo                                 | Nintendo 64                        | 2000                               |
| Sin & Punishment: Star Successor                         | Nintendo                                 | Wii                                | 2009                               |
| Singstar (PS3)                                           | Sony Computer Entertainment              | PlayStation 3                      | 2007                               |
| Sins of a Solar Empire                                   | Stardock                                 | PC                                 | 2008                               |
| Siren: Blood Curse                                       | Sony Computer Entertainment              | PlayStation 3                      | 2008                               |
| Skate 2                                                  | Electronic Arts                          | Varias                             | 2009                               |
| Skies of Arcadia                                         | Sega                                     | Varias                             | 2000                               |
| Skool Daze                                               | Microsphere                              | ZX Spectrum/Commodore 64           | 1985                               |
| Slaves to Armok: God of Blood Chapter II: Dwarf Fortress | Bay 12 Games                             | Mac/PC                             | 2006                               |
| Slitherlink                                              | Hudson Soft                              | DS                                 | 2006                               |
| Sly Cooper and the Thievius Raccoonus                    | Sony Computer Entertainment              | PlayStation 2                      | 2002                               |
| Sly 2: Band of Thieves                                   | Sony Computer Entertainment              | PlayStation 2                      | 2004                               |
| Smash TV                                                 | Williams                                 | Arcade                             | 1990                               |
| Snake                                                    | Nokia                                    | Mobile                             | 1997                               |
| Snake Rattle 'n' Roll                                    | Nintendo                                 | NES                                | 1991                               |
| SNK vs. Capcom: Card Fighters Clash                      | SNK                                      | Neo-Geo Pocket Color               | 1999                               |
| Sokoban                                                  | Thinking Rabbit                          | Varias                             | 1982                               |
| Solomon's Key                                            | Tecmo                                    | Arcade                             | 1986                               |
| Sonic Adventure                                          | Sega                                     | Varias                             | 1998                               |
| Sonic the Hedgehog                                       | Sega                                     | Varias                             | 1991                               |
| Sonic the Hedgehog 2                                     | Sega                                     | Mega Drive                         | 1992                               |
| Soulcalibur II                                           | Namco                                    | Varias                             | 2002                               |
| Soulcalibur IV                                           | Namco Bandai                             | PlayStation 3/Xbox 360             | 2008                               |
| Space Channel 5                                          | Sega                                     | Dreamcast                          | 1999                               |
| Space Giraffe                                            | Llamasoft                                | PC/Xbox 360                        | 2007                               |
| Space Harrier                                            | Sega                                     | Arcade                             | 1986                               |
| Space Invaders                                           | Taito                                    | Arcade                             | 1978                               |
| Space Invaders Extreme                                   | Taito                                    | Varias                             | 2008                               |
| Space Invaders Infinity Gene                             | Taito                                    | iPhone                             | 2009                               |
| Space Station Silicon Valley                             | Take 2                                   | Nintendo 64/PlayStation            | 1998                               |
| Speedball 2: Brutal Deluxe                               | Renegade                                 | Varias                             | 1990                               |
| Spelunky                                                 | Mossmouth                                | PC                                 | 2008                               |
| Spider-Man 2                                             | Activision                               | Varias                             | 2004                               |
| Spider: The Secret of Bryce Manor                        | Tiger Style                              | iPhone                             | 2009                               |
| Spindizzy                                                | Electric Dreams                          | Varias                             | 1986                               |
| Splatterhouse                                            | Namco                                    | Arcade                             | 1988                               |
| Spore                                                    | Electronic Arts                          | PC/Mac                             | 2008                               |
| Spy Hunter                                               | Bally Midway                             | Arcade                             | 1983                               |
| Spy vs. Spy                                              | First Star Software                      | Varias                             | 1984                               |
| SSX Tricky                                               | Electronic Arts                          | Varias                             | 2001                               |
| S.T.A.L.K.E.R.: Clear Sky                                | Deep Silver                              | PC                                 | 2008                               |
| S.T.A.L.K.E.R.: Shadow of Chernobyl                      | THQ                                      | PC                                 | 2007                               |
| Star Control 3                                           | Accolade                                 | PC/Mac                             | 1996                               |
| Star Trek: 25th Anniversary                              | Interplay                                | PC                                 | 1991                               |
| Star Wars                                                | Atari                                    | Arcade                             | 1983                               |
| Star Wars Jedi Knight: Dark Forces II                    | LucasArts                                | PC                                 | 1997                               |
| Star Wars Jedi Knight II: Jedi Outcast                   | LucasArts                                | Varias                             | 2002                               |
| Star Wars: Rogue Squadron                                | LucasArts                                | Nintendo 64/PC                     | 1998                               |
| Star Wars Rogue Squadron II: Rogue Leader                | LucasArts                                | GameCube                           | 2001                               |
| Star Wars: TIE Fighter                                   | LucasArts                                | PC                                 | 1994                               |
| Star Wars: Knights of the Old Republic                   | LucasArts                                | Varias                             | 2003                               |
| Star Wars: Knights of the Old Republic II                | LucasArts                                | PC/Xbox                            | 2004                               |
| Star Wars: X-Wing vs. TIE Fighter                        | LucasArts                                | PC                                 | 1997                               |
| StarCraft                                                | Blizzard entertainment                   | Varias                             | 1998                               |
| StarFox 64                                               | Nintendo                                 | Nintendo 64                        | 1997                               |
| Stargate                                                 | Williams                                 | Arcade                             | 1981                               |
| Starship Patrol                                          | Nintendo                                 | DS                                 | 2009                               |
| Steel Battalion                                          | Capcom                                   | Xbox                               | 2002                               |
| Stranglehold                                             | Midway                                   | Varias                             | 2007                               |
| Street Fighter II Turbo                                  | Capcom                                   | Varias                             | 1994                               |
| Street Fighter III: Third Strike                         | Capcom                                   | Varias                             | 1999                               |
| Street Fighter IV                                        | Capcom                                   | Varias                             | 2008                               |
| Street Fighter Alpha 3                                   | Capcom                                   | Varias                             | 1998                               |
| Strider                                                  | Capcom                                   | Arcade                             | 1989                               |
| Stunt Car Racer                                          | Microprose                               | Varias                             | 1989                               |
| Sub Terrania                                             | Scavenger                                | Mega Drive                         | 1994                               |
| Suikoden III                                             | Konami                                   | PlayStation 2                      | 2002                               |
| Summer Games II                                          | US Gold                                  | Varias                             | 1985                               |
| Super Castlevania IV                                     | Konami                                   | SNES                               | 1991                               |
| Super Hang-On                                            | Sega                                     | Arcade                             | 1987                               |
| Super Mario 64                                           | Nintendo                                 | Nintendo 64                        | 1996                               |
| Super Mario Bros.                                        | Nintendo                                 | NES                                | 1985                               |
| Super Mario Bros. 2                                      | Nintendo                                 | NES                                | 1988                               |
| Super Mario Bros. 3                                      | Nintendo                                 | NES                                | 1990                               |
| Super Mario Bros.: The Lost Levels                       | Nintendo                                 | NES                                | 1986                               |
| Super Mario Galaxy                                       | Nintendo                                 | Wii                                | 2007                               |
| Super Mario Galaxy 2                                     | Nintendo                                 | Wii                                | 2010                               |
| Super Mario Kart                                         | Nintendo                                 | SNES                               | 1992                               |
| Super Mario RPG: Legend of the Seven Stars               | Nintendo                                 | SNES                               | 1996                               |
| Super Mario Sunshine                                     | Nintendo                                 | GameCube                           | 2002                               |
| Super Mario World                                        | Nintendo                                 | SNES                               | 1991                               |
| Super Metroid                                            | Nintendo                                 | SNES                               | 1994                               |
| Super Monkey Ball                                        | Nintendo                                 | Arcade/GameCube                    | 2000                               |
| Super Punch-Out!!                                        | Nintendo                                 | SNES                               | 1994                               |
| Super Puzzle Fighter II Turbo                            | Capcom                                   | Varias                             | 1996                               |
| Super Smash Bros. Brawl                                  | Nintendo                                 | Wii                                | 2008                               |
| Super Smash Bros. Melee                                  | Nintendo                                 | GameCube                           | 2001                               |
| Super Sprint                                             | Atari                                    | Arcade                             | 1986                               |
| Super Stardust HD                                        | Sony Computer Entertainment              | PlayStation 3                      | 2007                               |
| Super Street Fighter II: Turbo HD Remix                  | Capcom                                   | PlayStation 3/Xbox 360             | 2008                               |
| Super Tennis                                             | Nintendo                                 | SNES                               | 1991                               |
| Supreme Commander                                        | THQ                                      | PC/Xbox 360                        | 2007                               |
| SWAT 4                                                   | Sierra Entertainment                     | PC                                 | 2005                               |
| Swords & Soldiers                                        | Ronimo Games                             | Wii                                | 2009                               |
| Syndicate                                                | Electronic Arts                          | Varias                             | 1993                               |
| Syndicate Wars                                           | Electronic Arts                          | Varias                             | 1996                               |
| Syphon Filter: Logan's Shadow                            | Sony Computer Entertainment              | PSP                                | 2007                               |
| System Shock 2                                           | Electronic Arts                          | PC                                 | 1999                               |
| Tactics Ogre: Let Us Cling Together                      | SquareSoft                               | SNES                               | 1995                               |
| Tales of Symphonia                                       | Namco                                    | GameCube/PlayStation 2             | 2003                               |
| Tapper                                                   | Bally Midway                             | Arcade                             | 1983                               |
| Team Fortress Classic                                    | Valve Software                           | PC                                 | 1999                               |
| Team Fortress 2                                          | Valve Software                           | Varias                             | 2007                               |
| Tecmo Super Bowl                                         | Tecmo                                    | NES                                | 1991                               |
| Tehkan World Cup                                         | Tehkan                                   | Arcade                             | 1985                               |
| Tekken                                                   | Namco                                    | Arcade/PlayStation                 | 1994                               |
| Tekken 3                                                 | Namco                                    | Arcade/PlayStation                 | 1997                               |
| Tempest                                                  | Atari                                    | Arcade                             | 1980                               |
| Tempest 2000                                             | Atari                                    | Jaguar                             | 1994                               |
| Test Drive Unlimited                                     | Atari                                    | Varias                             | 2006                               |
| Tetris                                                   | The Tetris Company                       | Varias                             | 1985                               |
| Tetris Party                                             | Hudson Soft                              | Wii                                | 2008                               |
| The 7th Guest                                            | Virgin Interactive                       | Varias                             | 1993                               |
| The Bard's Tale                                          | Electronic Arts                          | Varias                             | 1985                               |
| The Beast Within: A Gabriel Knight Mystery               | Sierra On-Line                           | PC/Mac                             | 1995                               |
| The Beatles: Rock Band                                   | Electronic Arts                          | Varias                             | 2009                               |
| The Chronicles of Riddick: Assault on Dark Athena        | Atari                                    | Varias                             | 2009                               |
| The Chronicles of Riddick: Escape from Butcher Bay       | Vivendi Universal                        | PC/Xbox                            | 2004                               |
| The Curse of Monkey Island                               | LucasArts                                | Varias                             | 1997                               |
| The Darkness                                             | 2K Games                                 | PlayStation 3/Xbox 360             | 2007                               |
| The Dig                                                  | LucasArts                                | PC/Mac                             | 1995                               |
| The Elder Scrolls IV: Oblivion                           | Bethesda                                 | Xbox 360, PS3, PC                  | 2006                               |
| The Elder Scrolls V: Skyrim                              | Bethesda                                 | Xbox 360, PS3, PC                  | 2011                               |
| The Hobbit                                               | Melbourne House                          | Varias                             | 1982                               |
| The House of the Dead 2                                  | Sega                                     | Arcade/Dreamcast                   | 1996                               |
| The House of the Dead: Overkill                          | Sega                                     | Wii                                | 2009                               |
| The Incredible Machine                                   | Sierra Entertainment                     | Varias                             | 1992                               |
| The Last Express                                         | Brøderbund                               | PC/Mac                             | 1997                               |
| The Legend of the Mystical Ninja                         | Konami                                   | SNES                               | 1991                               |
| The Legend of Zelda                                      | Nintendo                                 | NES                                | 1986                               |
| The Legend of Zelda: A Link to the Past                  | Nintendo                                 | SNES                               | 1991                               |
| The Legend of Zelda: Four Swords Adventures              | Nintendo                                 | GameCube                           | 2004                               |
| The Legend of Zelda: Link's Awakening                    | Nintendo                                 | Game Boy                           | 1993                               |
| The Legend of Zelda: Majora's Mask                       | Nintendo                                 | Nintendo 64                        | 2000                               |
| The Legend of Zelda: Ocarina of Time                     | Nintendo                                 | Nintendo 64                        | 1998                               |
| The Legend of Zelda: Oracle of Seasons/Ages              | Nintendo                                 | Game Boy                           | 2001                               |
| The Legend of Zelda: Phantom Hourglass                   | Nintendo                                 | DS                                 | 2007                               |
| The Legend of Zelda: Spirit Tracks                       | Nintendo                                 | DS                                 | 2009                               |
| The Legend of Zelda: The Minish Cap                      | Nintendo                                 | Game Boy Advance                   | 2004                               |
| The Legend of Zelda: The Wind Waker                      | Nintendo                                 | GameCube                           | 2002                               |
| The Legend of Zelda: Twilight Princess                   | Nintendo                                 | GameCube/Wii                       | 2006                               |
| The Logical Journey of the Zoombinis                     | Brøderbund                               | PC                                 | 1995                               |
| The Longest Journey                                      | Funcom                                   | PC                                 | 1999                               |
| The Lost Vikings                                         | Interplay                                | Varias                             | 1992                               |
| The Mark of Kri                                          | Sony Computer Entertainment              | PlayStation 2                      | 2002                               |
| The Movies                                               | Activision                               | PC/Mac                             | 2005                               |
| The Neverhood                                            | DreamWorks Interactive                   | PC                                 | 1996                               |
| The New Zealand Story                                    | Taito                                    | Arcade                             | 1988                               |
| The Path                                                 | Tale of Tales                            | PC/Mac                             | 2009                               |
| The Secret of Monkey Island                              | LucasArts                                | Varias                             | 1990                               |
| The Sentinel                                             | Firebird                                 | Varias                             | 1986                               |
| The Settlers                                             | Blue Byte                                | Amiga/PC                           | 1993                               |
| The Sims                                                 | Electronic Arts                          | Varias                             | 2000                               |
| The Sims 2                                               | Electronic Arts                          | PC/Mac                             | 2004                               |
| The Sims 3                                               | Electronic Arts                          | PC/Mac                             | 2009                               |
| The Typing of the Dead                                   | Sega                                     | Varias                             | 1999                               |
| The Walking Dead                                         | Telltale Games                           | Varias                             | 2012                               |
| The Warriors                                             | Rockstar                                 | Varias                             | 2005                               |
| The Witcher                                              | Atari                                    | PC                                 | 2007                               |
| The World Ends with You                                  | Square Enix                              | DS                                 | 2007                               |
| Theme Park                                               | Electronic Arts                          | Varias                             | 1994                               |
| Thief: The Dark Project                                  | Eidos                                    | PC                                 | 1998                               |
| Thief II: The Metal Age                                  | Eidos                                    | PC                                 | 2000                               |
| Thirty Flights of Loving                                 | Blendo Games                             | PC, Mac                            | 2012                               |
| Threads of Fate                                          | SquareSoft                               | PlayStation                        | 1999                               |
| Thrust                                                   | Firebird                                 | Varias                             | 1986                               |
| Tiger Woods PGA Tour 10                                  | Electronic Arts                          | Varias                             | 2009                               |
| Time Crisis                                              | Namco                                    | Arcade                             | 1996                               |
| Time Gentlemen, Please!                                  | Zombie Cow Studios                       | PC                                 | 2009                               |
| Time Pilot                                               | Konami                                   | Arcade                             | 1982                               |
| TimeSplitters 2                                          | Eidos                                    | Varias                             | 2002                               |
| TimeSplitters: Future Perfect                            | Eidos                                    | Varias                             | 2005                               |
| Tom Clancy's Ghost Recon Advanced Warfighter 2           | Ubisoft                                  | Varias                             | 2007                               |
| Tom Clancy's Rainbow Six: Vegas 2                        | Ubisoft                                  | Varias                             | 2008                               |
| Tom Clancy's Splinter Cell                               | Ubisoft                                  | Varias                             | 2002                               |
| Tom Clancy's Splinter Cell: Chaos Theory                 | Ubisoft                                  | Varias                             | 2005                               |
| Tom Clancy's Splinter Cell: Double Agent                 | Ubisoft                                  | Varias                             | 2006                               |
| Tomb Raider                                              | Eidos                                    | Varias                             | 1996                               |
| Tomb Raider: Legend                                      | Eidos                                    | Varias                             | 2006                               |
| Tomb Raider: Underworld                                  | Eidos                                    | Varias                             | 2008                               |
| Tony Hawk's Pro Skater 2                                 | Activision                               | Varias                             | 2000                               |
| Tony Hawk's Project 8                                    | Activision                               | Varias                             | 2006                               |
| Top Spin 3                                               | 2K Sports                                | Varias                             | 2008                               |
| Torchlight                                               | Runic Games                              | PC                                 | 2009                               |
| Torus Trooper                                            | ABA Games                                | PC/Mac                             | 2004                               |
| Total Annihilation                                       | Cave dog                                 | PC/Mac                             | 1997                               |
| Tower Bloxx                                              | Digital Chocolate                        | Mobile                             | 2005                               |
| Track & Field                                            | Konami                                   | Arcade                             | 1983                               |
| Trackmania DS                                            | Focus Home Interactive                   | DS                                 | 2008                               |
| Trackmania: United Forever                               | Focus Home Interactive                   | PC                                 | 2008                               |
| Transformers                                             | Atari                                    | PlayStation 2                      | 2004                               |
| Trauma Center: Second Opinion                            | Atlus                                    | Wii                                | 2006                               |
| Trauma Center: Under the Knife                           | Atlus                                    | DS                                 | 2005                               |
| Tribes 2                                                 | Sierra Online                            | PC                                 | 2001                               |
| Trine                                                    | Nobilis                                  | PC/PlayStation 3                   | 2009                               |
| Trinity                                                  | Infocom                                  | Varias                             | 1986                               |
| Tron                                                     | Bally Midway                             | Arcade                             | 1982                               |
| UFO: Enemy Unknown                                       | Microprose                               | Varias                             | 1993                               |
| Ultima                                                   | Origin Systems                           | PC                                 | 1981                               |
| Ultima Online                                            | Origin Systems                           | PC                                 | 1997                               |
| Ultima Underworld 2                                      | Origin Systems                           | PC                                 | 1993                               |
| Ultima VII                                               | Origin Systems                           | PC                                 | 1992                               |
| Ultimate Ghosts'n Goblins                                | Capcom                                   | PSP                                | 2007                               |
| Uncharted: Drake's Fortune                               | Sony Computer Entertainment              | PlayStation 3                      | 2007                               |
| Uncharted 2: Among Thieves                               | Sony Computer Entertainment              | PlayStation 3                      | 2009                               |
| Uncharted 3: Drake's Deception                           | Naughty Dog, Sony                        | PlayStation 3                      | 2011                               |
| Uniracers                                                | Nintendo                                 | SNES                               | 1994                               |
| Uno                                                      | Microsoft                                | Varias                             | 2006                               |
| Unreal Tournament 2004                                   | Atari                                    | PC/Mac                             | 2004                               |
| Unreal Tournament 3                                      | Midway                                   | Varias                             | 2007                               |
| Uplink                                                   | Introversion                             | PC/Mac                             | 2001                               |
| Utopia                                                   | Mattel                                   | Intellivision                      | 1982                               |
| Vagrant Story                                            | Square Soft                              | PlayStation                        | 2000                               |
| Valkyria Chronicles                                      | Sega                                     | PlayStation 3                      | 2008                               |
| Vectorman 2                                              | Sega                                     | Mega Drive                         | 1996                               |
| Venture                                                  | Exidy                                    | Arcade                             | 1981                               |
| Vib-Ribbon                                               | Sony Computer Entertainment              | PlayStation                        | 1999                               |
| Viewtiful Joe                                            | Capcom                                   | GameCube/PlayStation 2             | 2003                               |
| Virtua Cop 2                                             | Sega                                     | Arcade                             | 1995                               |
| Virtua Fighter                                           | Sega                                     | Varias                             | 1993                               |
| Virtua Fighter 5                                         | Sega                                     | Varias                             | 2006                               |
| Virtua Racing                                            | Sega                                     | Arcade                             | 1992                               |
| Virtua Tennis 3                                          | Sega                                     | Varias                             | 2006                               |
| Viva Piñata                                              | Microsoft                                | Xbox 360                           | 2006                               |
| VVVVVV                                                   | Terry Cavanagh                           | PC/Mac                             | 2010                               |
| Warcraft II: Tides of Darkness                           | Blizzard Entertainment                   | Varias                             | 1995                               |
| Warcraft III: Reign of Chaos                             | Blizzard Entertainment                   | PC/Mac                             | 2002                               |
| Warhammer 40.000: Dawn of War                            | THQ                                      | PC                                 | 2004                               |
| Warhammer 40.000: Dawn of War II                         | THQ                                      | PC                                 | 2009                               |
| Warhawk                                                  | Sony Computer Entertainment              | PlayStation 3                      | 2007                               |
| Wario World                                              | Nintendo                                 | GameCube                           | 2003                               |
| WarioWare: Twisted!                                      | Nintendo                                 | Game Boy Advance                   | 2004                               |
| WarioWare, Inc: Mega Microgame$                          | Nintendo                                 | Game Boy Advance                   | 2003                               |
| Warlords                                                 | Atari                                    | VCS                                | 1981                               |
| Wave Race 64                                             | Nintendo                                 | Nintendo 64                        | 1996                               |
| We Love Katamari                                         | Namco Bandai                             | PlayStation 2                      | 2005                               |
| Wetrix                                                   | Ocean Software                           | Varias                             | 1998                               |
| Wii Fit                                                  | Nintendo                                 | Wii                                | 2007                               |
| Wii Sports                                               | Nintendo                                 | Wii                                | 2006                               |
| Wii Sports Resort                                        | Nintendo                                 | Wii                                | 2009                               |
| Wing Commander IV                                        | Electronic Arts                          | Varias                             | 1995                               |
| Wipeout                                                  | Psygnosis                                | Varias                             | 1995                               |
| Wipeout 2097                                             | Psygnosis                                | Varias                             | 1996                               |
| Wipeout HD                                               | Sony Computer Entertainment              | PlayStation 3                      | 2008                               |
| Wipeout Pulse                                            | Sony Computer Entertainment              | PSP                                | 2007                               |
| Wizball                                                  | Sensible Software                        | Varias                             | 1987                               |
| Wolfenstein: Enemy Territory                             | Activision                               | Varias                             | 2003                               |
| Wonder Boy III: The Dragon's Trap                        | Sega                                     | Master System                      | 1989                               |
| World Games                                              | Epyx                                     | Varias                             | 1987                               |
| World in Conflict                                        | Sierra Entertainment                     | PC                                 | 2007                               |
| World of Goo                                             | 2D Boy                                   | Varias                             | 2008                               |
| World of Warcraft                                        | Blizzard Entertainment                   | PC/Mac                             | 2004                               |
| Worms                                                    | Ocean Software                           | Varias                             | 1995                               |
| X-COM: Apocalypse                                        | Microprose                               | PC                                 | 1997                               |
| X3: Reunion                                              | Deep Silver                              | PC/Mac                             | 2005                               |
| X-COM: Enemy Unknown                                     | Firaxis Games, Feral Interactive         | Varias                             | 2012                               |
| Xenogears                                                | SquareSoft                               | PlayStation                        | 1998                               |
| Xevious                                                  | Namco                                    | Arcade                             | 1982                               |
| Xybots                                                   | Atari                                    | Arcade                             | 1987                               |
| Yakuza 2                                                 | Sega                                     | PlayStation 2                      | 2006                               |
| Year Walk                                                | Simogo                                   | iPad                               | 2013                               |
| Yie Ar Kung-Fu                                           | Konami                                   | Arcade                             | 1985                               |
| Yoshi Touch & Go                                         | Nintendo                                 | DS                                 | 2005                               |
| Yoshi's Island                                           | Nintendo                                 | SNES                               | 1995                               |
| Zack & Wiki: Quest for Barbaros' Treasure                | Capcom                                   | Wii                                | 2007                               |
| Zak McKracken and the Alien Mindbenders                  | LucasArts                                | Varias                             | 1988                               |
| Zen Bound                                                | Chillingo                                | iPhone                             | 2009                               |
| Zeno Clash                                               | ACE Team                                 | PC/Xbox 360                        | 2009                               |
| Zombies Ate My Neighbors                                 | Konami                                   | SNES                               | 1993                               |
| Zone of the Enders: The 2nd Runner                       | Konami                                   | PlayStation 2                      | 2003                               |
| Zoo Keeper                                               | Ignition                                 | Varias                             | 2003                               |
| Zork I: The Great Underground Empire                     | Infocom                                  | Varias                             | 1980                               |
| Zuma                                                     | PopCap                                   | Varias                             | 2003                               |

## Recepción
La recepción del libro ha sido en general positiva, y los críticos elogiaron la riqueza del conocimiento, pero criticaron algunas entregas en particular. PopMatters afirmó: "La mayoría de las opciones me parecen geniales, y me gusta que los autores incluyan muchos juegos experimentales más pequeños y algunos títulos defectuosos pero importantes también", pero no estuvo de acuerdo con algunas entregas, como Army of Two: The 40th Day.
Mientras el Austin Chronicle elogiaba la historia que presentaba el libro, criticaba el libro por su repetitividad al enumerar tantas secuelas en ciertas series de larga duración, como la serie Final Fantasy o Resident Evil.
En su reseña de Starburst, Callum Shephard dijo que era "una buena guía" con la condición de que "es claramente más débil cuando se trata de cubrir los juegos portátiles y algunos títulos definitivamente están subrepresentados".